# Arno Steffenhagen
Arno Steffenhagen (ur. 24 września 1949 w Berlinie) – niemiecki piłkarz występujący na pozycji napastnika.

## Kariera klubowa
Steffenhagen zawodową karierę rozpoczynał w Hercie Berlin. Trafił tam w 1968 roku. W Bundeslidze zadebiutował 17 sierpnia 1968 w przegranym 0:2 meczu z Eintrachtem Frankfurt. 14 września 1968 w wygranym 1:0 spotkaniu z Werderem Brema strzelił pierwszego gola w trakcie gry w Bundeslidze. W 1972 roku znalazł się wśród zawodników zamieszanych w korupcyjny skandal. Przez to został zawieszony przez Niemiecki Związek Piłki Nożnej na grę w ligach niemieckich na dwa lata. Wówczas wyjechał do południowoafrykańskiego klubu Hellenic FC, gdzie kontynuował karierę.
W 1973 roku odszedł do holenderskiego Ajaxu Amsterdam. Spędził tam trzy lata. W tym czasie trzykrotnie zajął z klubem 3. miejsce w rozgrywkach Eredivisie. W 1976 roku wrócił do ojczyzny. Został tam graczem pierwszoligowego Hamburgera SV. Pierwszy ligowy mecz zaliczył tam 14 sierpnia 1976 przeciwko Borussii Dortmund (3:4). W tamtym pojedynku strzelił także bramkę. W 1977 roku zdobył z klubem Puchar Zdobywców Pucharów.
W 1978 roku trafił do drugoligowego FC St. Pauli. W listopadzie 1978 przeszedł do amerykańskiego Chicago Sting. Potem był graczem zespołów Toronto Blizzard oraz Vancouver Whitecaps, gdzie w 1984 roku zakończył karierę.

## Kariera reprezentacyjna
Steffenhagen rozegrał jedno spotkanie w reprezentacji RFN. Był to wygrany 5:0 towarzyski mecz przeciwko Meksykowi rozegrany 8 września 1971.